# Пепелница жита
Пепелница жита је болест која напада житарице. Може се појавити и на великом броју трава, али углавном се појављује на пшеници, јечму, ражи и овсу. Назив пепелница је добила по томе што нападнута биљка изгледа као да је посута пепелом. Латински назив за пепелницу жита је Erysiphe graminis. Први пут се појавила пре више векова. 
Ране фазе инфекције утичу на смањење бокорења, док касне фазе инфекције утичу на смањење лисне површине. Касна фаза је у периоду наливања зрна.

## Симптоми
Инфекција се прво шири на биљкама у густом склопу. Први симптоми су слабо уочљиви, појављују на лицу доњих листова, a касније се шири и на горње лишће. Паразит инфицира све надземне делове биљке. Када је биљка осетљива симптоми се могу уочити и на класу. На лишћу се појављују симптоми у виду хлоротичних пега у којима се развија мицелија белосивкасте боје. Колонија има брашнаст изглед, који јој дају конидије. Мицелија временом посиви. На другој страни листа јавља се хлороза. Крајем вегетације мицелија потамни. Тада се у мицелији формирају тамномрке клеистотеције. Клеистотеције су ситна плодоносна телашца, лоптастог облика. Заражено ткиво некротира и хлоротише. 
Биљка може одреаговати на инфекцију на различте начине: 
- не показује макроскопски видљиве симптоме
- у виду пега различите боје, величине и облика
- прекривање целог листа мицелијом

## Паразит
У епидермалним ћелијама формирају се хаусторије, а мицелија се развија на површини. Мицелијску превлаку на површини листа чине спојене колоније.
Паразит презимљава у облику клеистотеције на биљним остацима или на живим биљкама (домаћинима).
Оптимална температура за инфекцију је 15—20°C. Када су оптимални услови паразит може продрети у биљку за 10 часова. Хаусторије се формирају за 16 часова, а своју пуну вечицину достижу након 34—36 часова.
Продирање у биљку домаћина и формирање конидија одвија се на светлости, док се сви остали стадијуми одвијају у тами.
Пшеница је најосетљивија на инфекцију у фази интензивног пораста.

## Сузбијање
На сузбијање пепелнице утиче сетва. Каснијом сетвом јарих усева и ранијом и гушћом сетвом озимих усева повећава се развој пепелнице. 
Неизбалансирана примена минералних ђубрива утиче на развој патогена. 
Уништавањем самониклих биљака и заоравањем жетвених остатака, уништавају се презимљујући облици патогена. Тиме се смањује појава болести у наредној вегетацији. 
За сузбијање пепелнице користе се и хемијска средства — фунгициди.